# Teratolepis albofasciatus
Teratolepis albofasciatus är en ödleart som beskrevs av  Alice G.C. Grandison och SOMAN 1963. Teratolepis albofasciatus ingår i släktet Teratolepis och familjen geckoödlor. Inga underarter finns listade i Catalogue of Life.